# Teremtsi
Teremtsi (en ucraïnès: Теремці) és un poble de la província de Kíev, a Ucraïna, que es troba dins de la Zona d'exclusió de Txornòbil i que ser evacuat arràn de l'accident nuclear del 1986. Es troba entre els rius Dnièper i Prípiat, al nord de l'embassament de Kíev.
Abans de l'accident nuclear, Teremtsi tenia 463 habitants, i disposava d'un institut, un club i una biblioteca. Tot i estar dins de la zona d'exclusió, l'any 2009 hi vivien 34 persones (samosely). Els nivells de contaminació radioactiva del poble són controlats mitjançant les visites períodiques d'un laboratori mòbil, i diverses fonts coincideixen que el poble mostra baixos nivells de contaminació.